# Elisabeta Lazăr
Pour les articles homonymes, voir Lazăr.
Elisabeta Lazăr, née le 22 août 1950 à Arad (Roumanie), est une ancienne rameuse roumaine. Elle est médaillée de bronze aux Jeux de 1976.

## Carrière
Elle est double médaillée d'or mondiale en quatre de couple en 1970 et 1971.
Lors des Jeux olympiques d'été de 1976, elle remporte une médaille de bronze en quatre de couple. C'est la première médaille olympique de la Roumanie dans ce sport.

## Palmarès

### Jeux olympiques
- Jeux olympiques d'été de 1976 à Montréal ( Canada) :
  -  médaille de bronze en quatre de couple

### Championnats du monde
- Championnats du monde 1977 à Amsterdam ( Pays-Bas) :
  -  médaille d'argent en quatre de couple

### Championnats d'Europe
- Championnats d'Europe 1973 à Moscou ( Union soviétique) :
  -  médaille d'argent en quatre de couple
- Championnats d'Europe 1971 à Copenhague ( Danemark) :
  -  médaille d'or en quatre de couple
- Championnats d'Europe 1970 à Tata ( Hongrie) :
  -  médaille d'or en quatre de couple